# Anthurium berriozabalense
Anthurium berriozabalense là một loài thực vật có hoa trong họ Ráy (Araceae). Loài này được Matuda miêu tả khoa học đầu tiên năm 1952.

## Hình ảnh

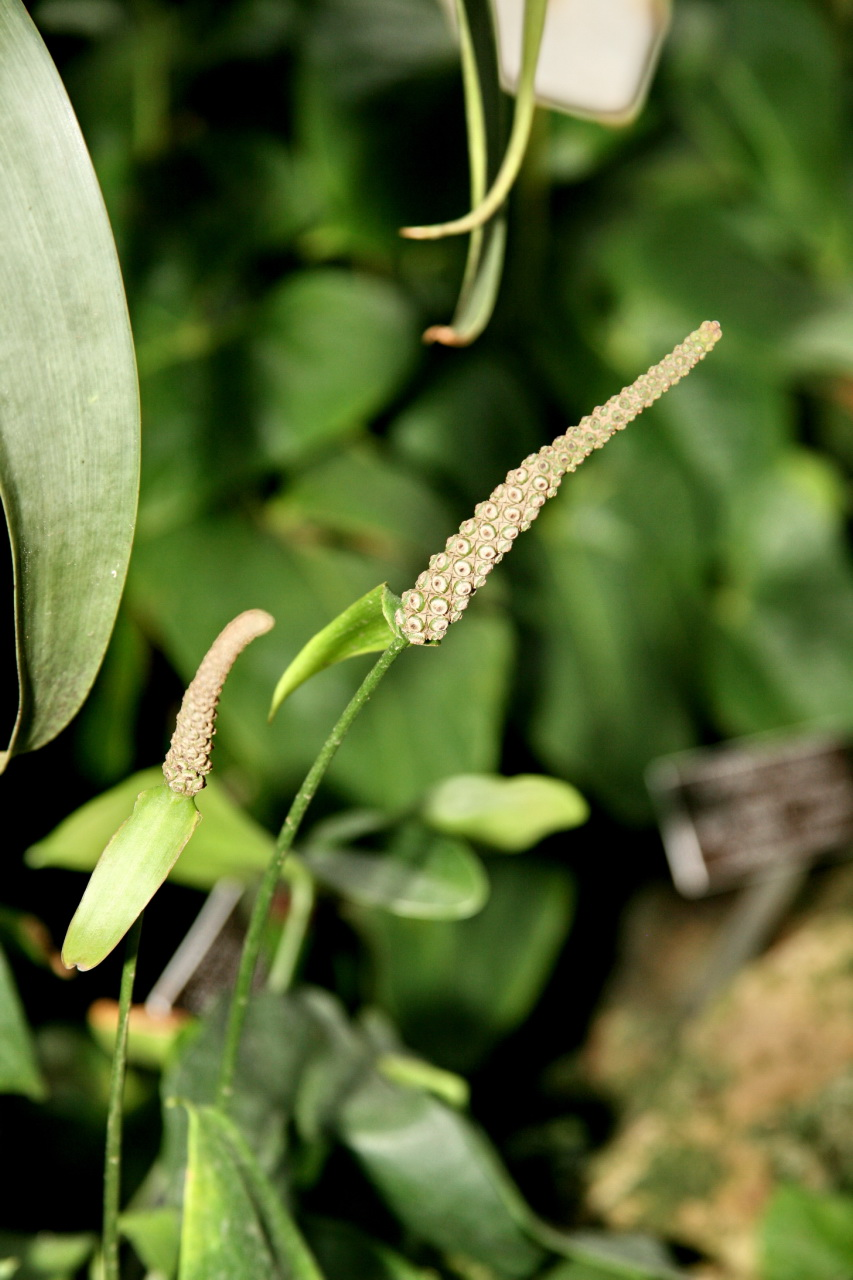
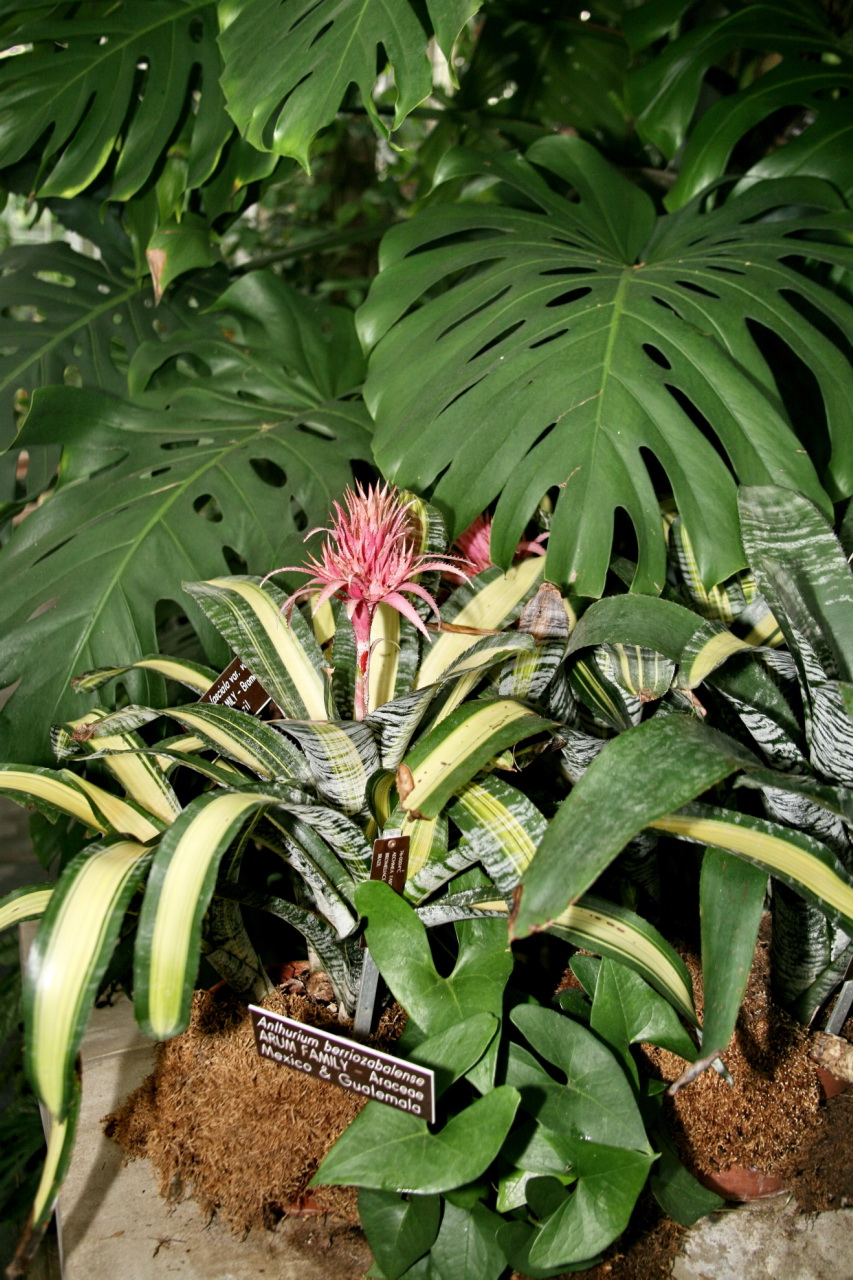